# اسلام و مورمونیسم
اسلام و مورمونیسم (انگلیسی: Islam and Mormonism) از نخستین دوره‌های مورمونیسم در قرن نوزدهم، اغلب از سوی منتقدین یکی یا هر دوی آنها، تا کنون با هم مقایسه شده‌اند. مثلاً جوزف اسمیت، پیامبر بنیان‌گذار مورمونیسم، از سوی نیویورک هرالد کوتاه مدتی پس از قتلش در ژوئن ۱۸۴۴ «محمد مدرن» خوانده شده بود.
با وجود شباهت‌های بسیار مورمونیسم و اسلام، تفاوت‌های شایان توجه بنیادینی بین این دو دین وجود دارد. روابط مورمون–مسلمان به‌طور تاریخی صمیمانه بوده؛ و در سال‌های اخیر گفتگو بیشتر شده و امور خیریه خصوصاً در خاورمیانه و خاور دور به‌طور مشترک انجام شده‌است.
این مقاله باورها و آموزه‌های کلیسای عیسی مسیح قدیسان آخر الزمان که بزرگتری کلیسای قدیسان آخرالزمان است را مقایسه می‌کند.

## شباهت‌های اسلام و مورمونیسم

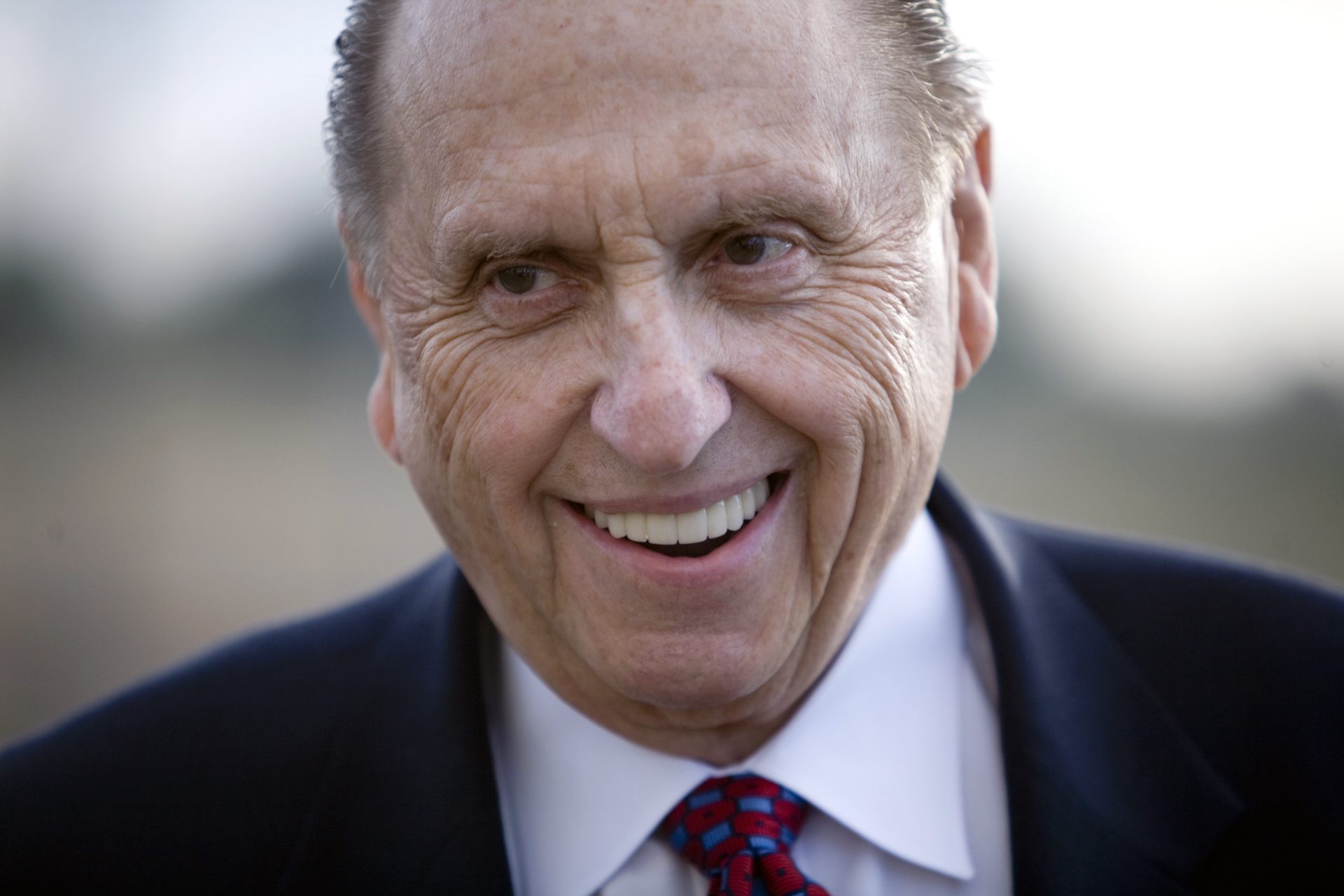
تامس اس. مانسن، یکی از پیامبران کلیسای عیسی مسیح قدیسان آخر الزمان (در سال ۲۰۱۵ میلادی). اسلام معتقد است که محمد آخرین پیامبر بود، ولی کلیسای عیسی مسیح قدیسان آخر الزمان به یک زنجیرهٔ پیامبران از جوزف اسمیت تا به امروز معتقد است.

تشابهات اسلام و مورمونیسم از جمله موارد زیر هستند ولی به آن‌ها منحصر نیست:
- یک پیامبر بنیان‌گذار که با یک فرشته دیدار می‌کند، منجر به وحی شدن یک کتاب آسمانی;[۶]
- پیامبر بنیان‌گذاری که زن اولش از خودش بزرگتر بوده؛
- پیامبر بنیان‌گذاری که چندزنی می‌کرده و آن را ترویج می‌داده؛[۷] [ملاحظات: مورمونیسم دیگر چندزنی را ترویج نمی‌کند (تک زنی عرف دانسته می‌شود) ولی (با محدودیت‌هایی) آن را در کلیسای بنیادگرای عیسی مسیح قدیسان آخرالزمان را مجاز می‌داند؛[۸]
- احترام ویژه ولی نه پرستش پیامبر;
- این باور که آیین شان دین اصلی آدم، و همهٔ پیامبران حقیقی پس از اوست؛
- این باور که متن کتاب مقدس، چنان‌که موجود است از نسخهٔ اصلی تحریف شده‌است؛[۹]
- این باور که مسیحیت مطابق دین اصلی آورده شده توسط عیسی مسیح نیست؛
- نفی آموزه‌های مسیحی گناه نخستین و تثلیث;[۶]
- این باور که دینشان امروزه تنها دین حقیقی بر روی زمین است؛[۹]
- علاقهٔ فعال به گرواندن بی ایمانان؛
- تأکید بر خانواده، و واحد خانواده به عنوان بنیان حیات مذهبی و انتقال ارزشها؛
- روحانیت برگرفته از مردم عادی و نه لزوماً آموزش در کالج یا حوزه علمیه ;[۷] (تنها اسلام تسنن)
- اصرار بر این که دینشان یک شیوهٔ کامل زندگی است، و مقصود آن اثرگذاری مستقیم بر همهٔ اشکال وجود است؛
- این باور که کردار نیک برای رستگاری درست به اندازه ایمان لازم است؛
- تأکید بر بخشندگی خیریه و کمک به فقرا;
- تأکید شدید عفت، از جمله حیا در پوشش؛
- باور به روزه خصوصاً در دوره‌های زمانی خاص؛
- ممنوعیت نوشیدنی‌های الکلی، قمار، و همجنس‌گرایی و دوجنس‌گرایی ;
- تأکید شدید بر آموزش و پرورش، در حوزه‌های سکولار و مذهبی؛
- دربرگیری مناسک غسل، گرچه هر یک آداب متفاوتی برای آن دارد؛
- این باور که ازدواج شخص در صورتی که شخص با ایمان باشد می‌تواند پس از مرگ ادامه یابد؛
- باور به درجات متفاوت پاداش و جزا در زندگی پس از مرگ، وابسته به عملکرد شخص در زندگی.
- اسلام خدا را حتماً تنها یکی می‌داند. مورمون‌ها با وجود پذیرش آموزهٔ سنتی مسیحی در خصوص شاخه‌های خدای پدر، خدای پسر و روح القدس تثلیث را نفی می‌کنند زین رو مورمون‌ها نیز بر این باورند که خدا حتماً و تنها یکی است و یونیتارین هستند.